# Spun Out
Spun Out est une série télévisée canadienne en 26 épisodes de 23 minutes créée par Jeff Biederman, Brent Piaskoski et Brian K. Roberts, diffusée entre le 6 mars 2014 et le 3 octobre 2015 sur le réseau CTV.
Cette série est inédite dans tous les pays francophones.

## Distribution

### Acteurs principaux
- Dave Foley : Dave Lyons
- Paul Campbell : Beckett Ryan, nouvel employé au DLPR
- Rebecca Dalton (en) : Stephanie Lyons, fille de Dave
- Holly Deveaux (en) : Abby Hayes, ex-petite amie de Beckett et colocataire
- Al Mukadam : Nelson Abrams
- J. P. Manoux : Bryce McBradden
- Darcy Michael (en) : Gordon Woolmer

### Acteurs récurrents et invités
- Tricia Helfer : Claudia, mère de Stephanie (épisode 2)
- Barry Weiss : lui-même (épisode 2)
- Will Sasso : Harper Thomas (épisode 3)
- Lauren Ash : Julie Anderson (épisode 4)
- The Kids in the Hall (épisode 7)
- Jason Priestley (épisode 11)
- Russell Peters (en) : Ray (saison 2)
- Ellen Wong : Andrea Long (saison 2)
- Ingrid Haas : Chelsea Winters (saison 2)

## Développement
Le 27 janvier 2015, J. P. Manoux a été mis en état d'arrestation pour avoir placé des caméras de surveillance dans son condo de Toronto qu'il louait à deux jeunes femmes. La deuxième saison ayant complété la production et J.P. apparaissant dans tous les épisodes, CTV a décidé de retirer la diffusion planifiée après le Super Bowl XLIX, ainsi que toutes les rediffusions, le rattrapage en ligne (incluant CraveTV) ainsi que la section de la série sur le site de CTV.

## Fiche technique
- Scénaristes : Jeff Biederman et Brent Piaskoski
- Réalisateurs : Brian K. Roberts et Sarah Fowlie
- Créateurs : Jeff Biederman, Brent Piaskoski et Brian K. Roberts
- Producteurs exécutifs : Jeff Biederman, Brent Piaskoski, Brian K. Roberts et Andrew Barnsley
- Producteur : Colin Brunton
- Société de production : Project 10 Productions en association avec CTV

## Épisodes

### Première saison (2014)
1. Egg Salad
2. Parental Indescretion
3. Unauthorized
4. Stalk Blocker
5. Gaycation
6. Mad About Beckett
7. Middle-Aged Men in the Hall
8. Thrill of the Chaste
9. Toy Stories
10. Daved and Confused
11. Break Up Like Beckett
12. Carpoolers
13. This Is Going to Take a While

### Deuxième saison (2015)
Le 5 juin 2014, la série a été renouvelée pour une deuxième saison. Le tournage a repris en octobre 2014, alors que Dave Foley réalisera deux épisodes et J. P. Manoux en réalisera un. Initialement prévue pour le 5 mars 2015, elle est finalement diffusée à partir du 14 juillet 2015.
1. My Brother's Speaker
2. Under the Influencer
3. A Tale of Two Lasagnas
4. Downward Dirty Dog
5. The Secret of My Ex-Wife's Success
6. Can't Buy Me Love
7. Sexual Ceiling
8. Political Partier
9. Cop Blocker
10. Dream On
11. Dude, Where's My Client?
12. When Beckett Met Stephie
13. London Culling